# 洪秀貞
洪秀貞（홍수정，1986年3月9日—）於北韓咸鏡南道咸興市出生，是一位朝鮮體操運動員，曾經在2006年多哈亞運會獲得高低杠金牌及跳馬銀牌。
她亦是另一位體操選手洪恩貞的姊姊。

## 外部連結
- Hong Su-jong在国际体操联合会的相关介绍